# Adoukro
Adoukro est une localité du nord-est de la Côte d'Ivoire, et appartenant au département de Tanda, région du Gontougo. La localité d'Adoukro est un chef-lieu de commune.